# Swertia ciliata
Swertia ciliata là một loài thực vật có hoa trong họ Long đởm. Loài này được (D. Don ex G. Don) B.L. Burtt miêu tả khoa học đầu tiên năm 1965.